# 诺尔贝托·奥贝布格尔
诺尔贝托·奥贝布格尔（義大利語：Norberto Oberburger，1960年12月1日—），意大利男子举重运动员。他曾代表意大利参加1980年、1984年、1988年和1992年夏季奥林匹克运动会举重比赛，获得一枚金牌。